# Накладні витрати
У бізнесі під поняттям накладні витрати (overhead (англ.)) визначають видатки по веденню бізнесу. Накладні витрати є видатками, які не можливо зручно простежити чи визначити як якусь певну одиницю витрат, на відміну від операційних витрат, таких як матеріали та робоча сила. Таким чином накладні витрати неможливо негайно асоціювати з продуктами чи сервісами, що пропонуються компанією, а це значить, що вони не можуть класифікуватися як такі, що напряму приносять прибуток.
Тим не менш накладні витрати є життєво необхідними для ведення бізнесу, оскільки вони надають критично важливу підтримку бізнесу для отримання прибутку через підтримку прибуткових активностей. Наприклад, накладні витрати у вигляді оренди фабрики дозволяють працівникам власне виробляти продукти, які потім продаються  для отримання прибутку. Такі видатки накладаються на загальний виробничий процес а не на певне замовлення; наприклад, заробітна плата, що виплачується охороні та персоналу підтримки (прибирання та інші необхідні активності), витрати на опалення та освітлення виробничих приміщень тощо. Накладні витрати є також дуже важливою складовою кошторисів, які рахуються разом з прямими витратами на матеріали та робочу силу.
Накладні витрати часто у бухгалтерії відносять до таких понять як постійні витрати та непрямі витрати.
Накладними витратами є сукупність всіх витрат у загальному звіті про прибутки і збитки за винятком витрат на робочу силу, на матеріали та за винятком прямих витрат.
Серед накладних витрат розрізняють видатки на бухгалтерію, рекламу, страхування, виплату відсотків, юридичні збори, робоче навантаження, оренду, ремонти, видатки постачальникам, податки, рахунки за телефон, видатки на подорожі, сервісні видатки тощо. 
Загалом існує два типи накладних витрат у бізнесі: адміністративні накладні витрати та виробничі накладні витрати. 

## Адміністративні накладні витрати
Адміністративні накладні витрати включають такі елементи як комунальні платежі, стратегічне планування а також різноманітні додаткові операції для підтримки бізнесу. Ці кошти визначаються як накладні витрати, оскільки вони напряму не відносяться ані до будь-якої певної функції організації, ані безпосередньо не генерують дохід. Натомість ці кошти виконують роль підтримки всіх інших функцій бізнесу.
Університети регулярно мають адміністративні накладні витрати при проведенні досліджень. У США середня ставка накладних витрат становить 52%, які витрачаються на будівельні операції, заробітні плати адміністративного персоналу, а також інші дії, які напряму не пов'язані з дослідженнями. Академіки заперечували проти необхідності таких витрат. Приміром, Бенджамін Гінзберг показав, як ставки накладних витрат в основному використовуються для збільшення субсидування адміністративних окладів та амортизації будівель, що абсолютно у жоден спосіб не приносить безпосередньої користі для досліджень; хоча це має користь для адміністраторів, які визначають університетську політику, як це зазначено в його книзі "Падіння факультету". У статті, написаній Джошуа Пірсом у журналі "Наука", стверджується, що накладні методи бухгалтерського обліку шкодять науці, оскільки вони відтягують фінансування від власне досліджень та не дають можливості використовувати менш дороге відкрите апаратне забезпечення. У книзі він детально описав бухгалтерський облік, показавши, як щороку витрачалися мільйони на накладні витрати адміністраторами університетів у журналі "ZME Science".

### Приклади

#### Заробітні плати працівників
Сюди входять переважно щомісячні та річні заробітні плати. Вони вважаються накладними витратами, оскільки ці витрати повинні бути понесені незалежно від обсягу продажів і прибутку компанії. Крім того, місячна чи річна заробітна плата відрізняється від погодинної заробітної плати, оскільки на першу не впливає відпрацьований робочий час та час виконання робіт, а отже, витрата буде сталою. Зокрема це частіше стосується старших співробітників, оскільки вони, як правило, підписують контракти на довший термін, що означає, що їхня заробітна плата частіше визначається заздалегідь на сталій основі. 

#### Офісне обладнання та витратні матеріали
Сюди входить офісне обладнання, таке як принтер, факс, комп’ютери, холодильник тощо. Це - обладнання, яке безпосередньо не бере участі у продажах та генеруванні прибутку, оскільки використовується лише для допоміжних функцій, які вони можуть забезпечити для ведення виробничих операцій. Однак обладнання може бути долучене окрім адміністративних накладних витрат також до виробничих накладних витрат - залежно від цілей його використання. Наприклад, для поліграфічної компанії принтер вважатиметься виробничою накладною витратою. 

#### Зовнішні судові та аудиторські збори
Сюди входить вартість найму зовнішніх юридичних та аудиторських фірм від імені компанії. Ці витрати не будуть понесені, якщо компанія має власних юристів та плани аудиту. Через діючі нормативні акти та необхідні щорічні перевірки для забезпечення задовільного робочого середовища цих витрат часто не вдається уникнути. Крім того, оскільки ці витрати не обов'язково вносять безпосередній внесок у продажі, вони розглядаються як непрямі накладні витрати. Хоча в більшості випадків ці витрати є неминучими, їх іноді можна уникнути та зменшити їх величину.

#### Фірмові автівки
Багато компаній пропонують використання службових автомобілів як частину соціального пакету для своїх працівників. Оскільки ці автівки не беруть безпосередньої участі у продажах та отриманні прибутку, вони вважаються накладними витратами. Подібні елементи соціального пакету компаній, які оплачуються одноразовою або постійно, наприклад, плата за партнерські контракти з тренажерним залом, також потраплять під адміністративні накладні витрати. 

#### Витрати на поїздки та розваги
Сюди входять оплачувані компанією ділові поїздки та домовленості. Також під цю категорію підпадають прохолоджувальні напої, страви та збори на розваги під час зустрічей рівня цілої компанії. Хоча можна стверджувати, що ці витрати спонукають робітників ставати більш продуктивними та ефективними, більшість економістів погоджуються, що ці витрати безпосередньо не сприяють продажам та отриманні прибутку, тому їх слід класифікувати як адміністративні накладні витрати. Незважаючи на те, що ці витрати відбуваються на періодичній основі, а іноді навіть без попереднього їх планування, вони, як правило, є одноразовими платежами і розраховуються як такі, що знаходяться в межах бюджету компанії, виділеного на поїздки та розваги.

## Виробничі накладні витрати
Виробничі накладні витрати - це всі витрати, які несе бізнес, що пов'язані з фізичним простором, у якому створюється товар або надається послуга. Різниця між виробничими накладними витратами та адміністративними накладними витратами полягає в тому, що виробничі накладні витрати пов'язані з заводом чи офісом, в якому відбуваються продажі. В той же час адміністративні накладні витрати, як правило, пов'язуються з якимось бек-офісом або допоміжним офісом. Хоча бувають випадки, коли дві фізичні будівлі можуть фізично перетинатися, їх розділяють саме накладними витратами. 

### Приклади

#### Заробітні плати працівників
Хоча загальна концепція ідентична аналогічному прикладу адміністративних накладних витрат, ключовою відмінністю є роль працівника. У випадку виробничих накладних витрат, відповідно класифіковані працівники мали б такі ролі, як обслуговуючий персонал, керівники виробництва, персонал з управління матеріалами та персонал з контролю якості. Також включена була би встановлена заробітна плата для працівників служб прибирання. Знову ж таки, ключова відмінність полягає в природі робіт та їх фізичному місці виконання.

#### Амортизація активів та обладнання
Амортизація стосується зменшення вартості обладнання, оскільки воно зношується та застаріває. Приміром, якщо термін експлуатації принтера становить 5 років, сума, за яку його можна продати, зменшуватиметься щороку.
Отже, ця величина амортизації розраховується як виробничі накладні витрати. Більше того, це стосується і транспортних засобів, оскільки вони, як правило, істотно втрачають вартість після першого року. При розрахунку виробничих накладних витрат бухгалтери в основному використовують два методи: прямолінійний метод та метод зменшення залишків. 

#### Податки на майно з виробничих потужностей
Кожне майно, окрім випадків, коли воно є державною власністю, підлягає оподаткуванню тою чи іншою формою податку на майно. А отже, податки на приміщення виробничих потужностей класифікують як накладні витрати, оскільки це витрати, яких неможливо уникнути чи скасувати. Крім того, податки на майно не змінюються залежно від прибутку або продажів бізнесу і, цілком ймовірно, що залишаться незмінними, якщо їх не змінить урядова адміністрація.

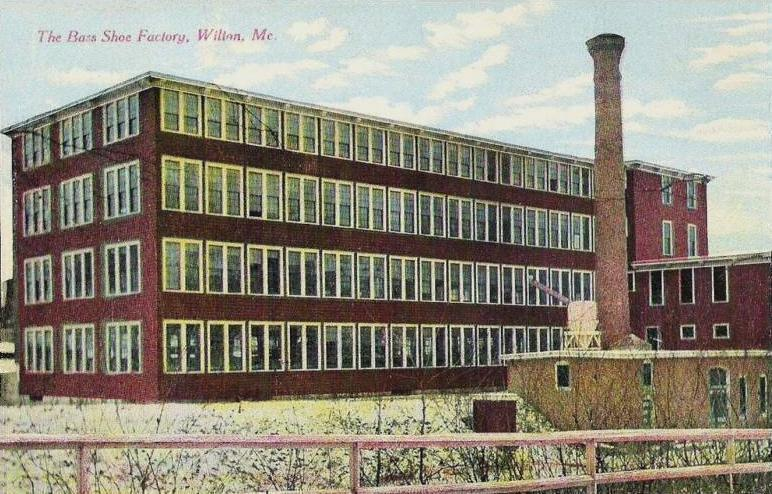
Орендна плата за виробничі будівлі вважається виробничою накладною витратою.

#### Оренда виробничих приміщень
Якщо тільки бізнес не вирішить придбати землю та побудувати власну фабрику, він буде змушений платити певну орендну плату через великий розмір фінансових видатків, необхідний для будівництва приватної фабрики. При цьому ця орендна плата повинна виплачуватися орендодавцю регулярно, незалежно від діяльності бізнесу. Незважаючи на те, що орендна плата за будівлю забезпечує фізичні приміщення для виробництва компанією своєї продукції та послуг, вона не є безпосереднім учасником прямих витрат. 

#### Комунальні послуги виробничих приміщень
Класифікація комунальних послуг виробничих приміщень може залежати від їх структури. У випадку врахування їх як накладних витрат, рахунок за комунальні послуги попередньо обговорюється і фіксується, що означає, що щомісячний рахунок за комунальні послуги буде сталим незалежно від фактичного споживання. Це буде актуально лише в таких країнах, де існує можливість фіксування рахунків за комунальні послуги. Однак через значне споживання електроенергії, газу та води на більшості виробництвах більшість компаній, як правило, не мають фіксованих рахунків за комунальні послуги, оскільки вони, як правило, дорожчі. Стандартизовані рахунки за комунальні послуги також часто не рекомендуються урядами, оскільки це призводить до втрати ресурсів та негативних зовнішніх факторів виробництва.

## Застосування накладних витрат бізнесу
У більшості бізнесів накладні витрати розраховуються бухгалтерами задля розрахунків бюджетів, а також для інформування бізнесу про додаткові складові ціни, які слід включити у цінник, щоб бути прибутковими. Нижче наведено загальні інструменти бухгалтерського обліку, що розраховують накладні витрати бізнесу.

Стандартна діаграма беззбитковості

### Аналіз беззбитковості
Аналіз точки беззбитковості визначає точку, у якій дохід бізнесу відповідає витратам, які слід понести для отримання цього доходу. Спершу вираховується запас міцності (точка, в якій дохід перевищує точку беззбитковості) оскільки це "безпечне" значення, на яке може зменшитися дохід, при якому бізнес залишатиметься вище рівня беззбитковості. Графік праворуч показує типову діаграму беззбитковості. Маржинальний дохід відноситься до продажів продукту чи послуг, а також може бути інтерпретований як потік доходів бізнесу. Постійні витрати в цьому випадку використовуються з тою ж метою, що і накладні витрати бізнесу, вони просто будуть показані у вигляді звичайної горизонтальної прямої, як на графіку.

### Графік припинення ведення бізнесу
В економічній науці часто використовуються зображення кривих доходу, щоб показати, чи варто бізнесу закриватися або ж можна продовжувати діяльність. Теоретично, якщо бізнес здатний покрити змінні операційні витрати, але в короткотерміновій перспективі не здатний покрити накладні видатки, бізнес може продовжувати ведення діяльності. З іншого боку, якщо бізнес не здатний покрити навіть операційні витрати, його слід закривати. Незважаючи на те, що це правило досить істотно може відрізнятися в залежності від маштабів бізнесу, фінансових потоків бізнесу, а також конкуренційної природи бізнесу, воно слугує базовим правилом для більшості менших конкуруючих бізнесів.

### Витрати на основі діяльності
Процесно-орієнтоване управління витратами (ПОУВ) покликане зменшити частку витрат, що класифікуються як накладні витрати, шляхом (пере)розподілу витрат на кожну діяльність, залучену до виробництва товару або надання послуги.

### Бухгалтерський баланс
Бухгалтерський баланс - це фінансовий звіт, в якому вказані фінансові активи компанії, зобов'язання, та інвестиції в акціонерний капітал на певний проміжок часу. І активи, і пасиви поділяються на дві категорії залежно від їх часових рамок; поточні та довготермінові. Накладні витрати бізнесу власне підпадають під поточні зобов'язання, оскільки вони є витратами, які має понести компанія у відносно короткотерміновій перспективі. Незважаючи на те, що бухгалтерський баланс як такий не надає дуже багато інформації, він є корисною частиною фінансового інформування, разом з іншими документами, такими як звіт про фінансові результати чи аналіз співвідношень, оскільки разом вони надають різноманітний та всебічний опис фінансового стану компанії.